# Könüllü
Könüllü är en ort i Azerbajdzjan.   Den ligger i distriktet Şəmkir Rayonu, i den västra delen av landet, 300 km väster om huvudstaden Baku. Könüllü ligger 279 meter över havet och antalet invånare är 4 019.
Terrängen runt Könüllü är platt åt nordost, men åt sydväst är den kuperad. Runt Könüllü är det ganska tätbefolkat, med 52 invånare per kvadratkilometer.. Närmaste större samhälle är Ganja, 15,1 km sydost om Könüllü.
Trakten runt Könüllü består till största delen av jordbruksmark.